# Polydore Veirman
Polydore Jules Léon Veirman est un rameur belge, né le 23 février 1881 à Gand et mort en 1951.

## Biographie
Aux Jeux olympiques d'été de 1908 à Londres, il est médaillé d'argent en huit. Il remporte une nouvelle médaille d'argent, cette fois-ci en skiff, aux Jeux olympiques d'été de 1912 à Stockholm
Polydore Veirman obtient sept médailles continentales : une médaille d'or en huit aux Championnats d'Europe d'aviron 1901 à Zurich, une médaille d'or en huit aux Championnats d'Europe d'aviron 1907 à Strasbourg, une médaille d'or en huit et une médaille d'argent en quatre barré aux Championnats d'Europe d'aviron 1908 à Lucerne, une médaille d'argent en quatre barré aux Championnats d'Europe d'aviron 1909 à Paris, une médaille d'argent en skiff aux Championnats d'Europe d'aviron 1911 à Côme et une médaille d'or en skiff aux Championnats d'Europe d'aviron 1912 à Genève.